# Silosca somnis
Silosca somnis är en fjärilsart som beskrevs av László Anthony Gozmány. Silosca somnis ingår i släktet Silosca och familjen äkta malar. Inga underarter finns listade i Catalogue of Life.